# Arról alul kéken beborult az ég
Az Arról alul (alúl) kéken beborult az ég kezdetű magyar népdalt Bartók Béla gyűjtötte a Kolozs vármegyei Körösfőn 1908-ban. A népdal új stílusú, alkalmazkodó ritmusú, sablonos sorzárású.
Feldolgozások:
| Szerző        | Mire                    | Mű                                                          | Előadás |
| ------------- | ----------------------- | ----------------------------------------------------------- | ------- |
| Kodály Zoltán | ének, zongora           | Magyar népzene énekhangra és zongorára VI. kötet 33. darab. | [ 1 ]   |
| Kodály Zoltán | férfikar, trombita, dob | Katonadal                                                   | [ 2 ]   |

## Kotta és dallam
| Arról alul kéken beborult az ég, az én babám most írja bús levelét. Írd meg, babám, írd meg bús soraidat, hadd tudjam meg, mihez tartsam magamat. Hadd tudjam meg, hogy megvársz- e engemet, örömmel töltsem el a három évet. | Kitöltöttem három évet, hat napot, kapitány úr, szalutálni nem fogok. Szalutáljon az a bundás regruta, kinek hátra harminchat is hónapja. |

A regruta újonc katona. A szó ófrancia eredetű (recrute = sarjadék erdő, utánpótlás), német közvetítéssel került a nyelvbe. A regrutát a borjúbőr hátitáskája miatt hívták bundásnak, amíg le nem kopott róla a borjú szőre. 1868 és 1912 között (a lovasságnál tovább is) három év volt a szolgálati idő az Osztrák-Magyar Monarchia közös hadseregében.

## Felvételek
- Népdalok. KMCSSZSZ (Hozzáférés: 2016. május 29.) (audió) arch
- Arról alul kéken beborult az ég. cimbalom.nl (Hozzáférés: 2016. május 29.) (audió) arch